# Lunca Mărcușului, Covasna
Lunca Mărcușului este un sat în comuna Dobârlău din județul Covasna, Transilvania, România. Se află în partea de sud-vest a județului, în Depresiunea Brașovului.
Biserica cu hramul „Sfântul Mare Mucenic Gheorghe” a fost construită din piatră și cărămidă în anul 2005. Parohia a fost înființată în anul 1999. În 25 aprilie 1999, a fost sfințit locul viitoarei biserici de către PS Ioan.